# Gare du Faubourg-d'Orléans
Pour les articles homonymes, voir Gare du Faubourg.
La gare du Faubourg-d'Orléans est une gare ferroviaire française de la ligne de Salbris au Blanc, située sur le territoire de la commune de Romorantin-Lanthenay, quartier du Faubourg-d'Orléans, dans le département de Loir-et-Cher, en région Centre-Val de Loire.
C'est une halte de la Société nationale des chemins de fer français (SNCF) desservie par les trains du réseau TER Centre-Val de Loire.

## Situation ferroviaire
Établie à 94 mètres d'altitude, la halte du Faubourg-d'Orléans est située au point kilométrique (PK) 205,396 de la ligne de Salbris au Blanc, entre les gares de Villeherviers et de Romorantin-Blanc-Argent.

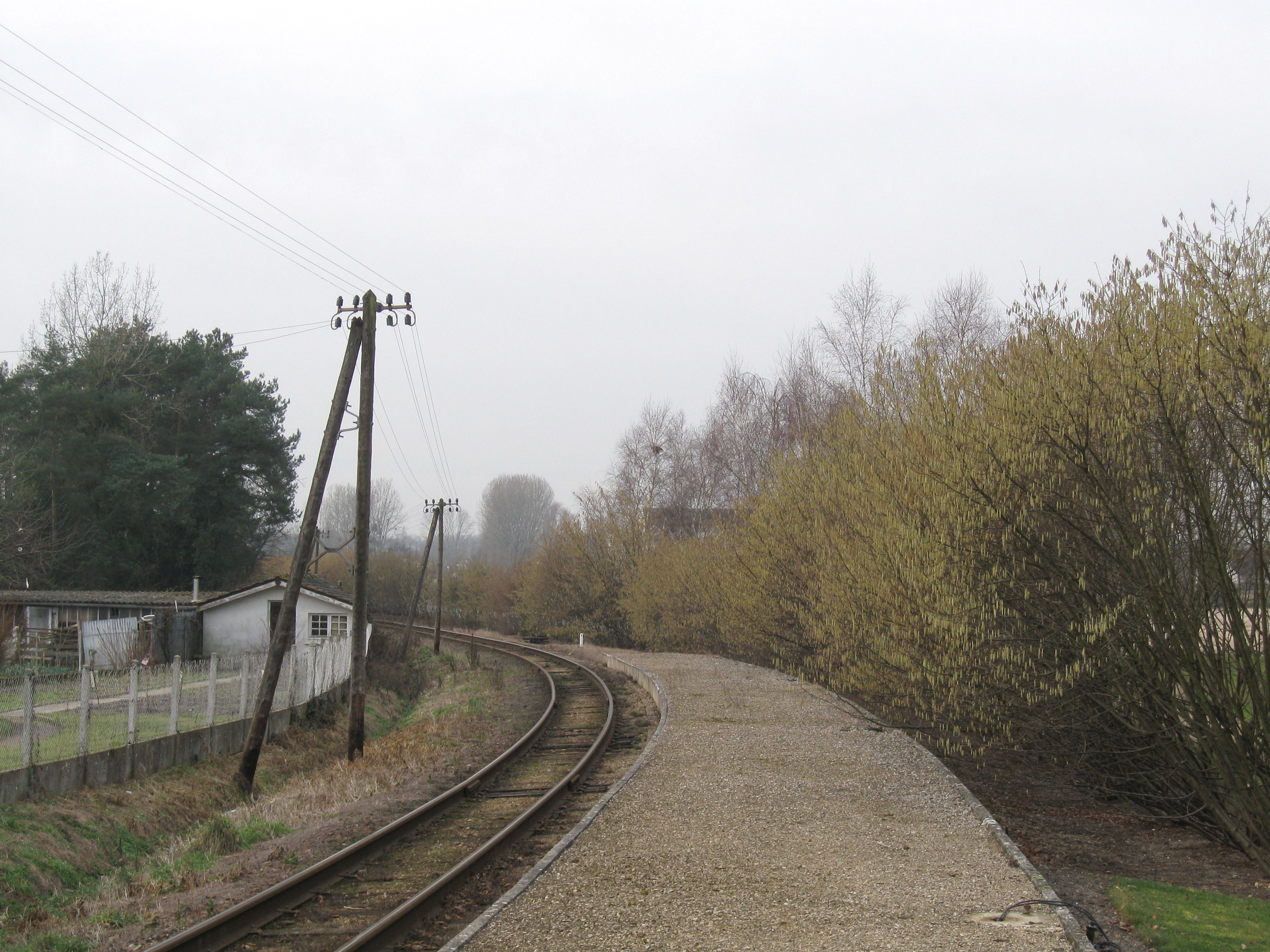
La voie ferrée vers Romorantin.

## Histoire
Elle est mise en service le 26 décembre 1901 avec l'ouverture de la voie entre la gare de Salbris et la gare de Romorantin-Blanc-Argent. Le bâtiment voyageurs existe toujours, il est désaffecté.
Dans les années 2010 la desserte est effectuée par des autorails X 74500 et X 240

## Service des voyageurs

### Accueil
Halte SNCF, c'est un point d'arrêt non géré (PANG) à entrée libre.
Elle est équipée d'un quai latéral, encadrant une voie.

### Fréquentation
De 2015 à 2023, selon les estimations de la SNCF, la fréquentation annuelle de la gare s'élève aux nombres indiqués dans le tableau ci-dessous. Cette fréquentation et le maintien de cette gare peut s'expliquer par le flux de lycéens se rendant quotidiennement au Lycée Claude de France et situé à proximité. 
| Année     | 2015    | 2016    | 2017    | 2018    | 2019    | 2020    | 2021    | 2022   | 2023    |
| --------- | ------- | ------- | ------- | ------- | ------- | ------- | ------- | ------ | ------- |
| Voyageurs | 122 855 | 131 611 | 120 806 | 113 984 | 121 436 | 133 709 | 106 506 | 89 561 | 122 051 |

### Desserte

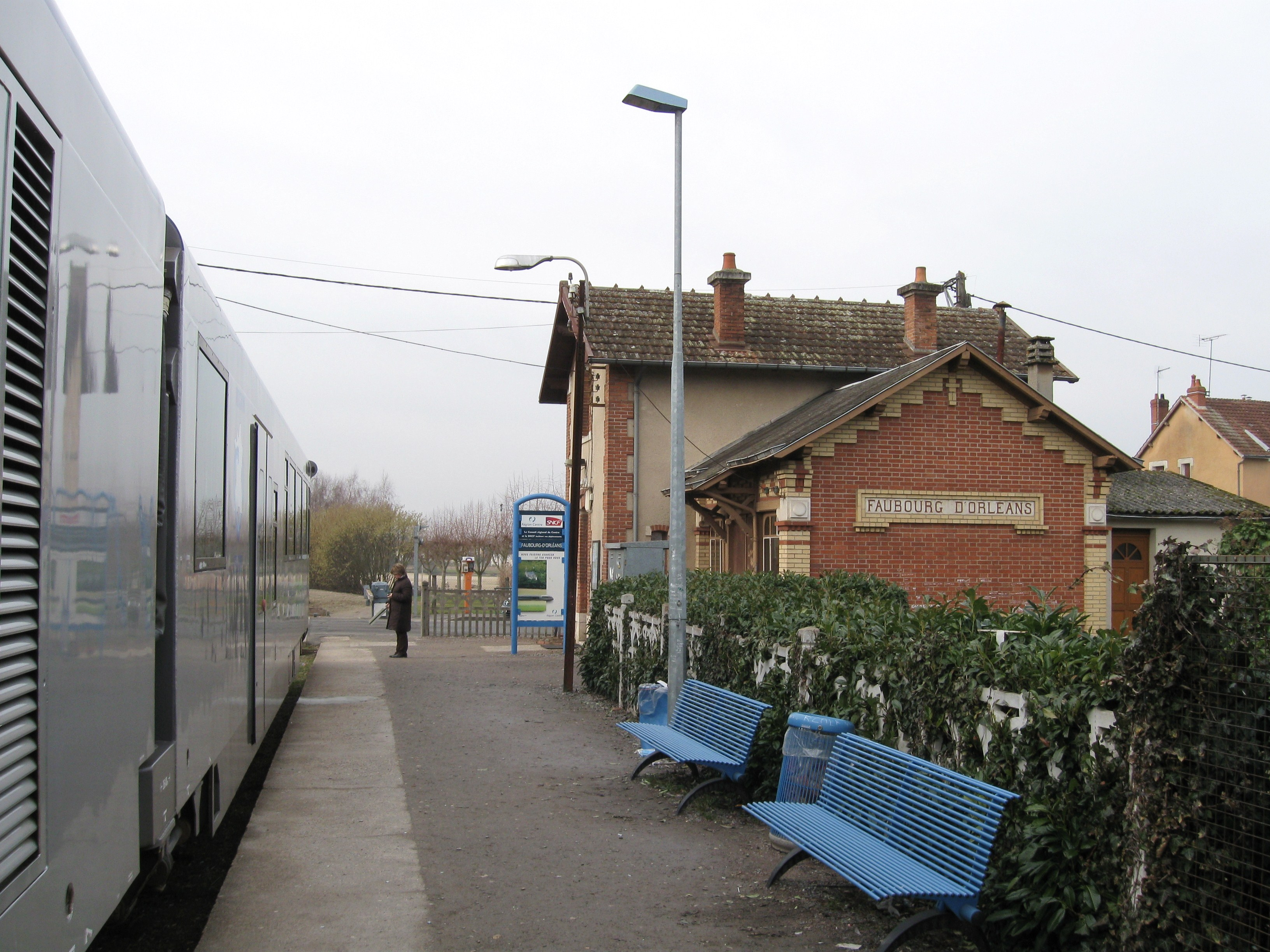
Le quai de la gare.

Faubourg-d'Orléans est desservie par des trains TER Centre-Val de Loire qui effectuent des missions entre Romorantin-Blanc-Argent, ou Valençay, et Salbris.